# Иоаким (Йовческий)
Епи́скоп Иоаки́м (макед. Епископ Јоаким, в миру Яким Йовческий, макед. Јаким Јовчески; род. 7 ноября 1949, Луково, община Струга, Народная Республика Македония) — епископ Македонской православной церкви, епископ Делядровский и Илинденский.

## Биография
Завершил среднее градостроительно-техническое училище. Поступил на Градостроительный факультет Университета святых Кирилла и Мефодия в Скопье, но затем перешёл на Богословский факультет святого Климента Охридского, который окончил в марте 1992 года. Был женат.
9 февраля 1996 года в Цетинском монастыре митрополитом Черногорско-Приморским Амфилохием (Радовичем) пострижен в монашество с именем Иоаким. Вместе с ним, приняла монашество его супруга.
12 июля того же года возведён в сан иеродиакона, а 31 октября — в сан иеромонаха.
7 февраля 1997 года решением Архиерейского Синода Сербской Церкви назначен преподавателем Священного Писания Нового Завета и Христианской этики в Цетинской духовной семинарии святого Петра Цетинского. Здесь он также преподавал и апологетику. С 1998 года — воспитатель, с 2001 года — главный воспитатель семинарии.
По благословению епархиального архиерея с лета 2001 года являлся настоятелем монастыря Обод над Риекой Црноевича.
19 декабря 2002 года в храме святителя Николая на Риечком Граде Митрополитом Черногорско-Приморским Амфилохием возведён в сан игумена
23 мая 2003 года решением Священного Архиерейского Синода Сербской Православной Церкви по предложению митрополита Велесского и Повадарского, экзарха Охридского Иоанна (Вранишковского), игумен Иоаким был избран его викарным епископом с титулом Величский, ему также было вверено местоблюстительство Положско-Куманской епархии, так как Синод запретил в служении предыдущего митрополита Положско-Куманского Кирилла (Поповского).
29 ноября 2003 года в Кафедральном соборном храм в Белграде состоялось его наречение во епископа, которое совершили Патриарх Сербский Павел, митрополитит Велесский и Повардарский Иоанн (Вранишковский), митрополит Черногорско-Приморский Амфилохий (Радович), епископ Нишский Ириней (Гаврилович), епископ Враньский Пахомий (Гачич) и епископ Шумадийский Иоанн (Младенович).
30 ноября 2003 года в соборном храме святого Архангела Михаила в Белграде хиротонисан во епископа Велицкого. Хиротонию совершили: Патриарх Сербский Павел, митрополитит Велесский и Повардарский Иоанн (Вранишковский), митрополит Черногорско-Приморский Амфилохий (Радович), и епископ Бачский Ириней (Булович), епископ Враньский Пахомий (Гачич), епископ Захумско-Герцеговинский Григорий (Дурич), и епископ Шумадийский Иоанн (Младенович). Наречение и хиротония не могли быть совершены в Республике Македония Республике, так как её власти не пускали архиереев Сербской Православной Церкви и особенно Патриарха Сербского. Тем не менее в Белград смогли приехать многие верующие македонцы.
25 декабря 2003 года вместе с митрополитом Иоанном (Вранишковским) и епископом Марком (Кимевым) вошёл в состав новообразованного Священного Архиерейского Синода Православной Орхидской Архиепископии
16 августа 2004 года после извержения бывшего митрополита Кирилла из монашеского чина, Священный Архиерейский Синод Охридской архиепископии назначил епископа Иоакима на овдовевшую кафедру.
20 мая 2023 года Архиерейский собор Сербской православной церкви принял решение об интеграции Православной Охридской архиепископии в состав Македонской Православной Церкви. 20 июня 2023 года все четыре архиерея бывшей архиепископии вошли в клир Македонской православной церкви. Епископ Иоаким был назначен правящим архиереем Делядровско-Илинденской епархией с титулом «Епископ Делядровско-Илинденский». 5 ноября 2023 года в храме святых равноапостольных Константина и Елене в Илиндене состоялась его интронизация, в которой в том числе приняла участие посол Республики Сербия в Республике Северная Македония Невена Йованович.